# میلیچی (سینیتسا)
میلیچی (به صربی: Milići) یک منطقهٔ مسکونی در صربستان است که در سینیتسا واقع شده‌است. میلیچی ۳۸ نفر جمعیت دارد.